# Wafa Mahjoub
Pour les articles homonymes, voir Mahjoub.
Wafa Mahjoub (arabe : وفاء محجوب), née le 19 mai 2001, est une karatéka tunisienne.

## Carrière
Wafa Mahjoub remporte la médaille de bronze en kumite par équipe aux championnats d'Afrique 2021.
Elle obtient la médaille de bronze en kumite individuel des moins de 61 kg aux Jeux de la solidarité islamique de 2021 à Konya et la médaille d'argent en kumite individuel des moins de 61 kg lors des Jeux méditerranéens de 2022 à Oran ainsi qu'aux championnats d'Afrique 2022 à Durban.
Elle remporte la médaille d'or en kumite individuel des moins de 61 kg aux Jeux panarabes de 2023 à Alger. Aux championnats d'Afrique 2023 à Casablanca, elle est médaillée d'argent en kumite individuel des moins de 61 kg ainsi que médaillée de bronze en kumite par équipes.
En mars 2024, elle est médaillée d'argent en kumite individuel des moins de 61 kg aux Jeux africains à Accra.
Elle est médaillée d'or en kumite individuel des moins de 61 kg lors des championnats d'Afrique 2025 à Abuja.